# Аморотс-Сюккос
Аморо́тс-Сюкко́с (фр. Amorots-Succos) — коммуна во Франции, находится в регионе Новая Аквитания. Департамент — Атлантические Пиренеи. Входит в состав кантона Пеи-де-Бидаш, Амикюз и Остибар. Округ коммуны — Байонна.
Код INSEE коммуны — 64019.

## География

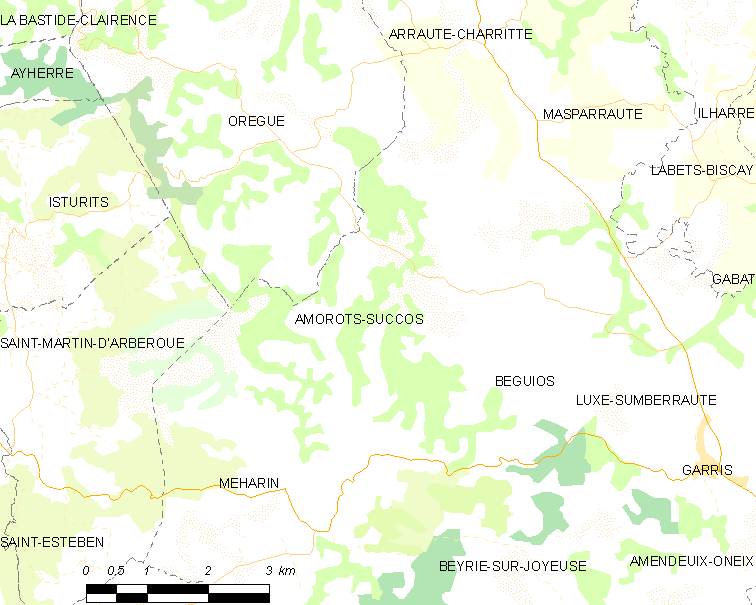
Карта коммуны

Коммуна расположена приблизительно в 670 км к юго-западу от Парижа, в 170 км южнее Бордо, в 65 км к западу от По.

### Климат
Климат тёплый океанический. Зима мягкая, средняя температура января — от +5°С до +13°С, температуры ниже −10 °C бывают редко. Снег выпадает около 15 дней в году с ноября по апрель. Максимальная температура летом порядка 20-30 °C, выше 35 °C бывает очень редко. Количество осадков высокое, порядка 1100 мм в год. Характерна безветренная погода, сильные ветры очень редки.

## Население
Население коммуны на 2010 год составляло 226 человек.
| 1962 | 1968 | 1975 | 1982 | 1990 | 1999 | 2010 |
| ---- | ---- | ---- | ---- | ---- | ---- | ---- |
| 267  | 249  | 244  | 267  | 222  | 204  | 226  |

## Администрация
| Период | Период | Фамилия     | Партия | Примечания |
| ------ | ------ | ----------- | ------ | ---------- |
| 1995   | 2020   | Арно Аббади |        |            |

## Экономика
В 2010 году среди 142 человек трудоспособного возраста (15—64 лет) 106 были экономически активными, 36 — неактивными (показатель активности — 74,6 %, в 1999 году было 72,6 %). Из 106 активных жителей работали 103 человека (59 мужчин и 44 женщины), безработных было 3 (1 мужчина и 2 женщины). Среди 36 неактивных 4 человека были учениками или студентами, 23 — пенсионерами, 9 были неактивными по другим причинам.

## Достопримечательности
- Церковь Св. Мартина (XII век), кладбище и дом хранителя церкви. Исторический памятник с 1991 года[4].

## Фотогалерея

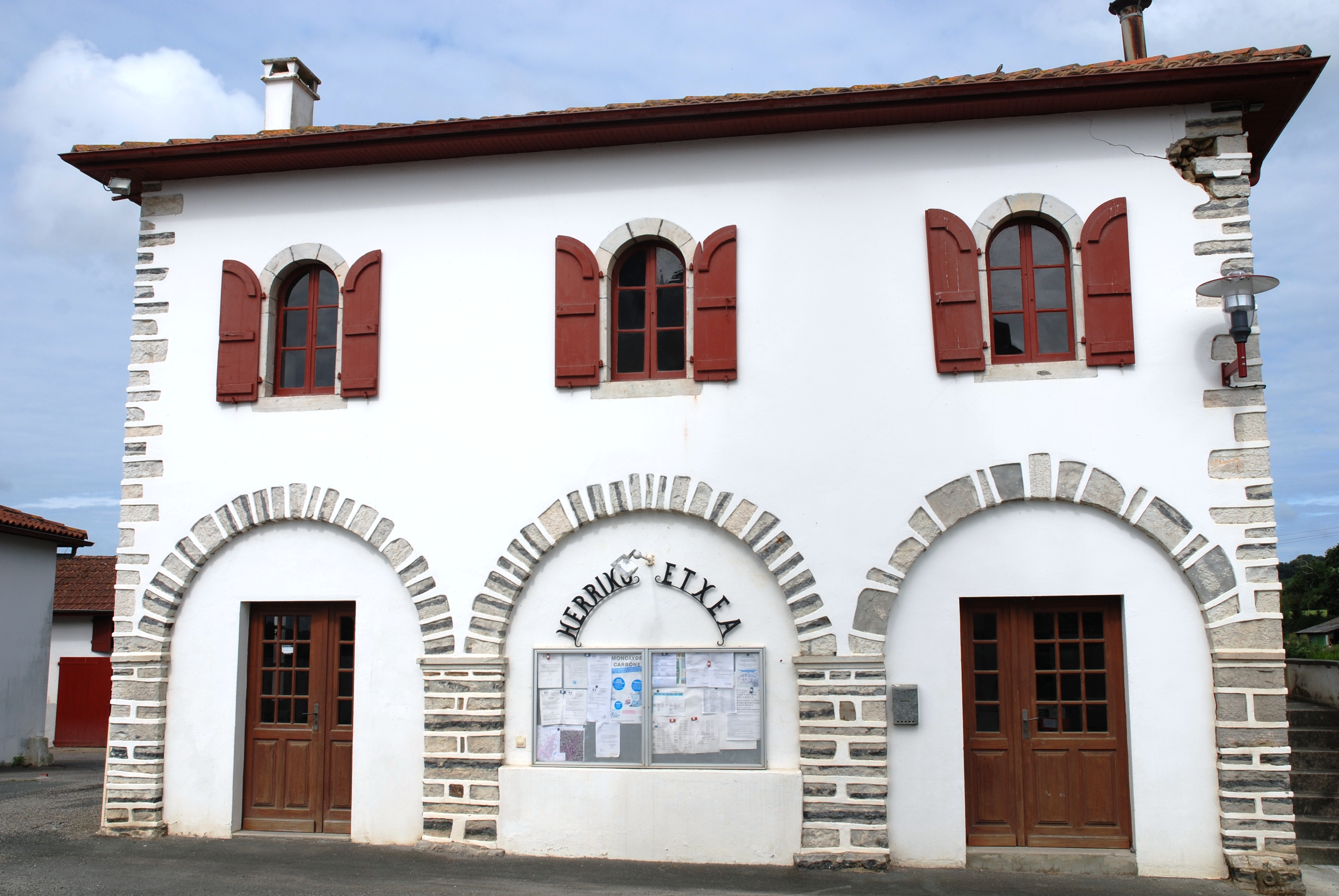
Мэрия
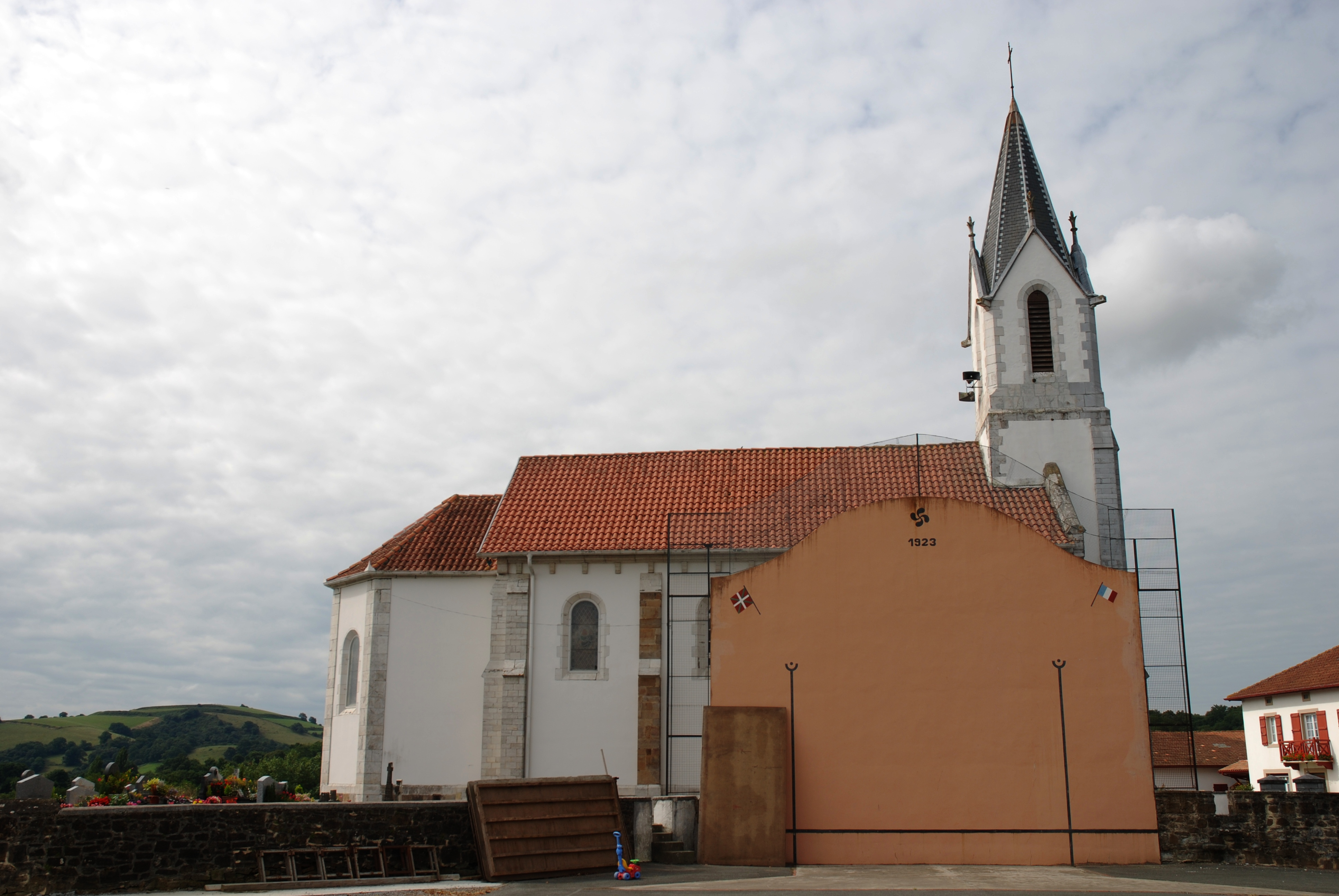
Церковь Св. Мартина и фронтон (площадка для игры в пелоту)
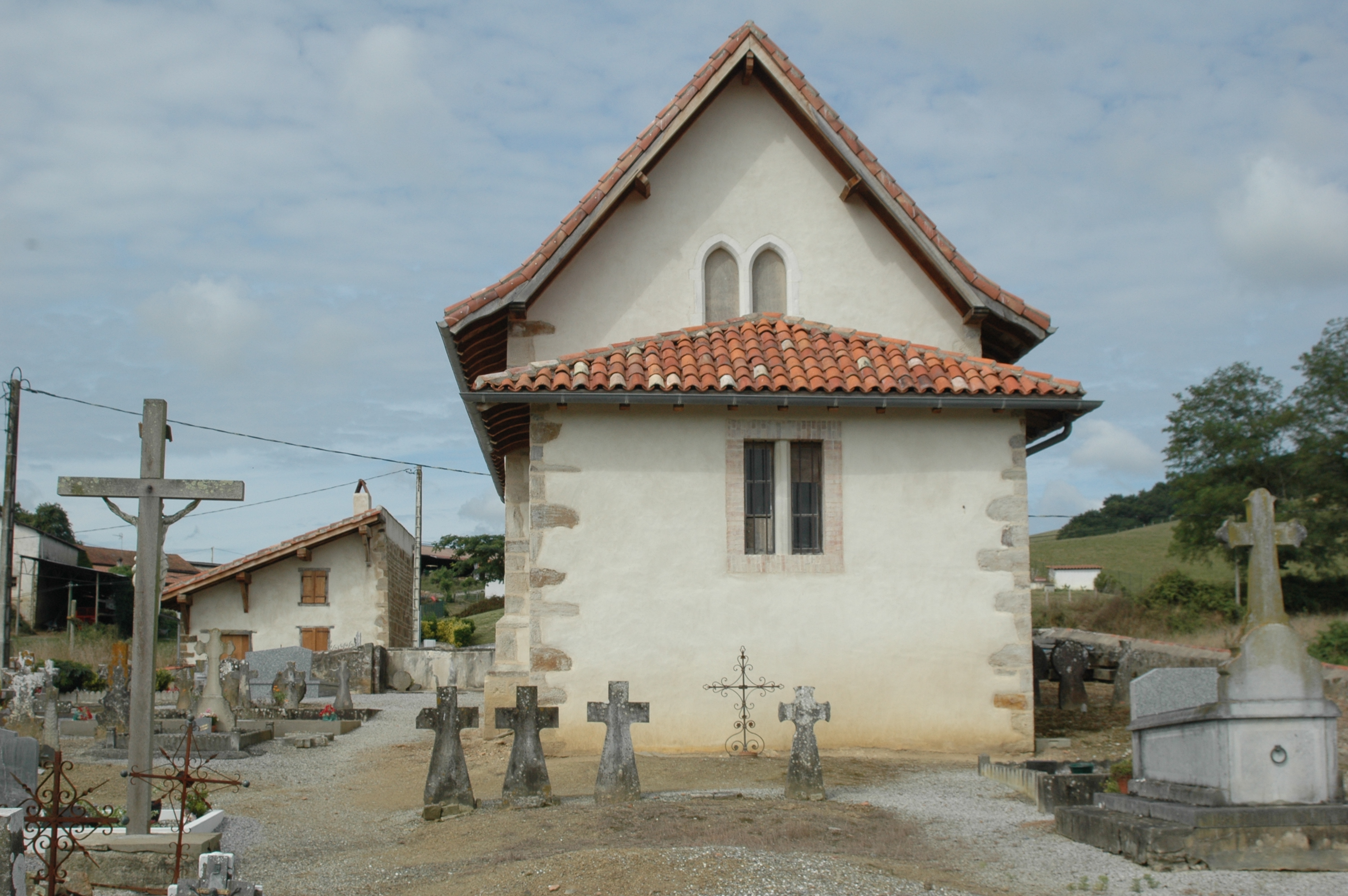
Дом хранителя церкви
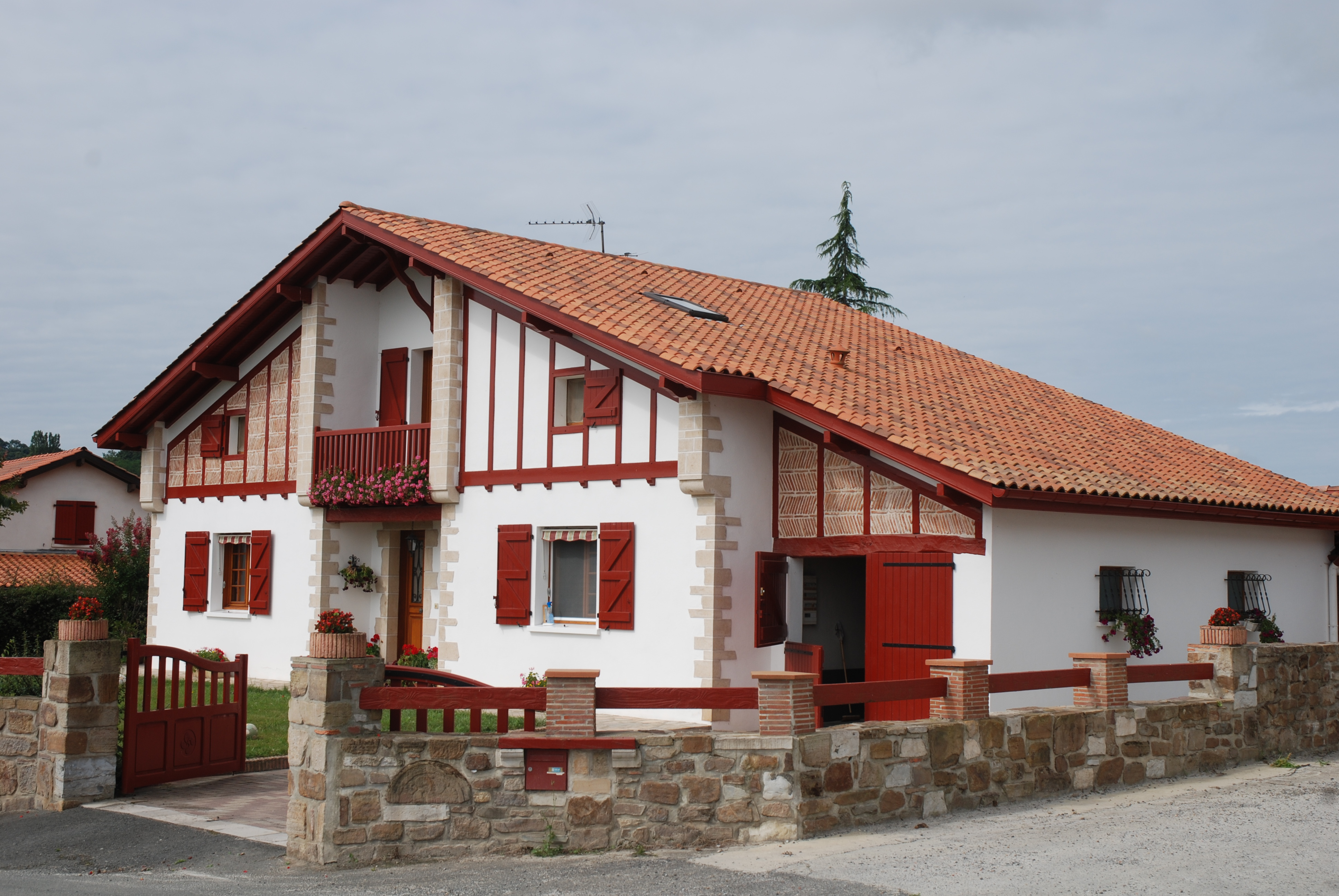
Типичный дом